# Неперервна оптимізація
Неперервна оптимізація (англ. continuous optimization) — розділ оптимізації в прикладній математиці.
На відміну від дискретної оптимізації, змінні, які використовуються в цільовій функції, повинні бути неперервними змінними — тобто вибиратися зі множини дійснних значень, між якими немає проміжків (значення з інтервалів дійсної числової осі). Завдяки припущенню неперервності, неперервна оптимізація дає змогу використовувати методи диференціального та інтегрального числення.